# Iwan Stamenow

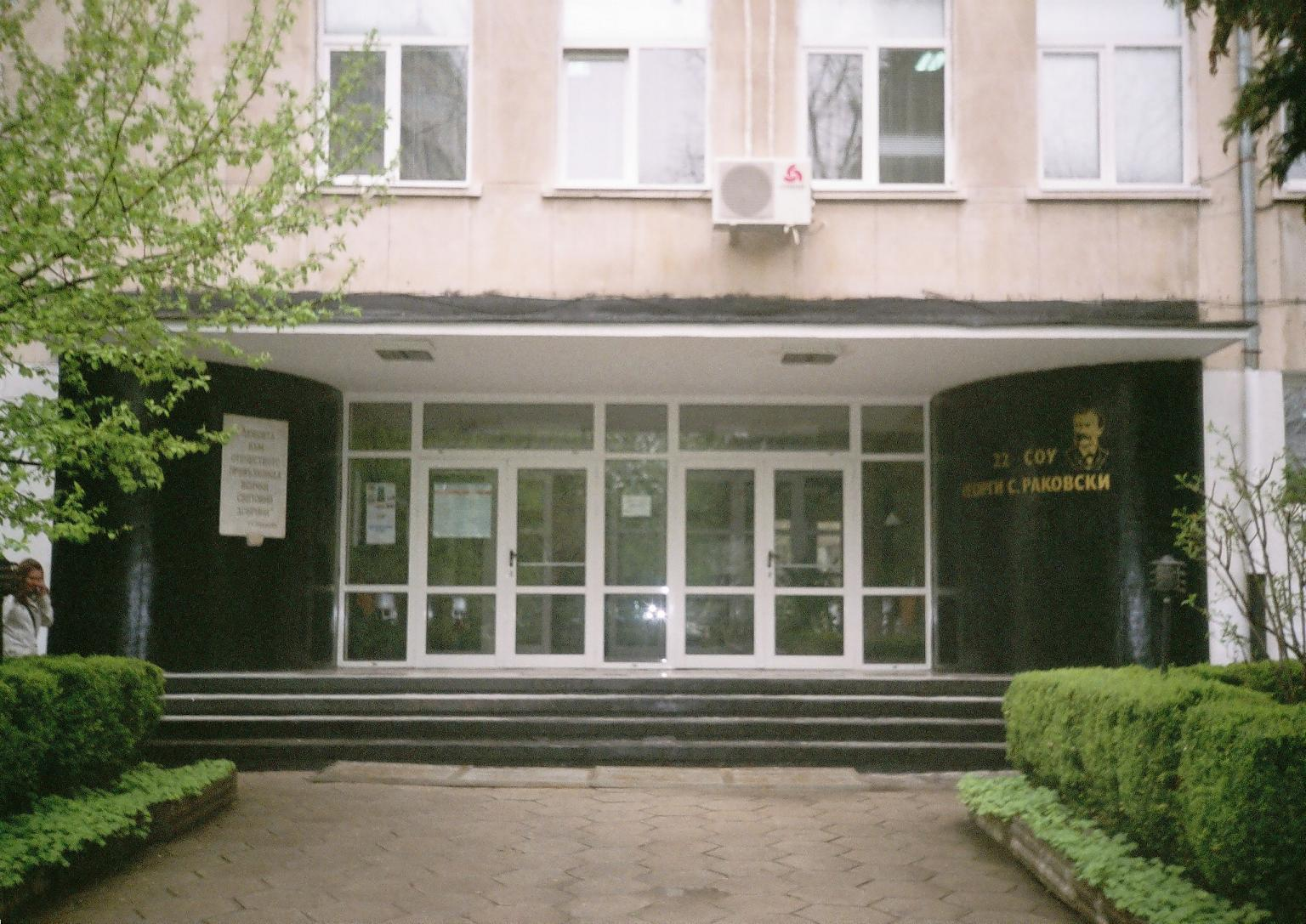
Der Eingang zur einst von Iwan Stamenow fertiggestellten modernen Schule befindet sich gegenüber dem Nationalen Kulturpalast (Sofia).

Iwan Todorow Stamenow (auch Ivan Todorov Stamenov oder Ivan Todoroff Stamenoff geschrieben, bulgarisch Иван Тодоров Стаменов; * 20. Septemberjul. / 2. Oktober 1893greg. in Sofia, Königreich Bulgarien; † 1976 in Sofia, Volksrepublik Bulgarien) war ein bulgarischer Jurist und Diplomat. Während des Zweiten Weltkriegs vertrat er vom 24. Juni 1941 bis 5. September 1944 neben den Interessen Bulgariens die des NS-Staates sowie des Königreichs Ungarn und des Königreichs Rumänien in der UdSSR.

## Biografie
Im Jahr 1911 trat er nach dem Abschluss der klassischen Abteilung des II. Gymnasiums von Sofia in die Juristische Fakultät der Universität Sofia ein, aber der Ausbruch des Ersten Weltkriegs unterbrach sein Studium. Wenige Monate nach dem Kriegseintritt Bulgariens wurde Stamenow zur Armee eingezogen, wo er bis 1918 blieb. Nach dem Krieg nahm er sein Studium wieder auf und beendete 1919 sein Universitätsstudium. Im Februar 1920 wurde Stamenow zum Militärdetektiv ernannt und blieb in diesem Amt bis Ende 1922.
1925 wechselte er als stellvertretender Leiter des Informationsbüros in das Ministerium für auswärtige Angelegenheiten und Konfessionen der Direktion Presse. Von April 1926 bis 30. September 1931 arbeitete er als Assistent des Pressedirektors im bulgarischen Außenministerium. Im Jahr 1931 gewann der Volksblock, das Ministerkabinett die Parlamentswahlen, und gleichzeitig wurde das Außenministerium von Aleksandar Malinow geleitet, der diese Ämter für kurze Zeit bis zum 12. Oktober bekleidete, danach wurde er Vorsitzender der Volksversammlung. Stamenow hat es wohl geschafft, Malinows kurzen Aufenthalt an der Spitze der Hierarchie und die familiären Bindungen zum Premierminister durch seine Frau Nina Berova für Karrierezwecke zu nutzen: Am 9. Oktober 1931 wurde Stamenow als erster Sekretär an die Botschaft in Rom berufen. In der italienischen Hauptstadt verbrachte er drei Jahre, und in den letzten drei Monaten von Stamenows Aufenthalt, nach der Abberufung des bevollmächtigten Ministers, General Iwan Walkow, leitete er „die Botschaft“.
Im Oktober 1934 wurde Stamenow aus Rom abberufen und verbrachte die nächsten zwei Jahre als Erster Sekretär der Politischen Abteilung des Ministeriums für auswärtige Angelegenheiten und Konfessionen. Am 1. Januar 1936 wurde er erneut ins Ausland geschickt, diesmal als erster Sekretär der Botschaft in Paris. Nach einem zweijährigen Aufenthalt in Frankreich kehrte Stamenow nach Hause zurück. Sein neuer Arbeitsplatz ist das Amt Seiner Majestät des Zars. Die letzte Ernennung in Stamenows diplomatischer Laufbahn – in die sowjetische Hauptstadt – erfolgte am 28. Juni 1940: Auf Anordnung des Zaren wurde er zum bevollmächtigten Minister dritten Ranges befördert und am 1. Juli 1940 zum „Ausserordentlichen und bevollmächtigten Botschafter des Moskau.“.

## Ein direkter Vermittler zwischen Stalin und Hitler
Die Ernennung von Stamenow zum bulgarischen Botschafter in der UdSSR ist für alle bulgarischen Politiker und insbesondere für den ehemaligen Premierminister Nikola Muschanow eine völlige Überraschung. Tatsächlich war er während des Zweiten Weltkriegs einer der vertrauenswürdigsten Persönlichkeiten von Zar Boris III. von einem der geheimsten Dienste namens „Palastgeheimdienst“, da es notwendig war, einen direkten sicheren diplomatischen Kanal für einen zweiten Frieden zwischen Brest und Litauen aufrechtzuerhalten Vertrag.
Nach Beginn der Operation beschwerte sich Barbarossa Stamenow bei Premierminister Bogdan Filow, dass er nicht ohne Begleitung auf die Toilette gehen könne. Filow sagte ihm, er solle Stalin persönlich sagen, dass der sowjetische Botschafter in Sofia überall frei herumlief – obwohl er auf Schritt und Tritt von Walter Schellenbergs Agenten beobachtet wurde.
Von Oktober 1941 bis August 1943 wurde die bulgarische Botschaft von Moskau nach Samara verlegt, und in ihrem Gebäude fanden die wichtigsten diplomatischen Treffen in der Geschichte des Zweiten Weltkriegs vor der Vergiftung von Zar Boris III. und der Moskauer Erklärung von 1943 statt. Im April 1944 schlug Bulgarien der UdSSR einen neuen Botschafter vor, aber die Sowjets lehnten eine Einigung ab, was zeigt, dass der Botschafter äußerst vertrauenswürdig war.
Laut den Memoiren von Pawel Anatoljewitsch Sudoplatow baten Stalin, Molotow und Beria im November 1941 in der bulgarischen Botschaft in Samara Stamenow, Hitler mitzuteilen, dass die sowjetische Führung den Frieden mit der Übergabe der baltischen Republiken und Moldawiens und möglicherweise einiger anderer Gebiete befürworte. Stamenow weigert sich, hier als Vermittler zu fungieren. Selbst wenn die Rote Armee sich in den Ural zurückzieht, wird sie immer noch gewinnen. Stalin hört zu und schweigt die ganze Zeit.
Nach anderen umstrittenen Daten wurde Hitler am 20. Februar 1942 unter Vermittlung von Stamenow sowie Parvan Draganow in Berlin ein Vorschlag unterbreitet. Der Vorschlag lautete, die Feindseligkeiten an der Ostfront zwischen dem 5. Mai und dem 1. August auszusetzen von Verhandlungen und einer möglichen Einigung – gemeinsame Aktionen mit Japan gegen Großbritannien und die Vereinigten Staaten einzuleiten. September 1942 war der letzte sowjetische Vorschlag für einen Separatistenfrieden unter Vermittlung von Karl Schnurre. Es wird vermutet, dass Hitler nach seinen beiden Treffen am 14. August 1943 in der Wolfsschanze mit Zar Boris III. auch über Stamenow einen separatistischen Frieden mit der UdSSR anstrebte. Darüber hinaus hatte Mussolini ihn zuvor dazu gedrängt, aber vor dem Ende der Schlacht von Kursk hegte Hitler noch Hoffnungen auf einen günstigen militärischen Ausgang.

## Ein vergessener Rentner in Sofia
Nach dem Zweiten Weltkrieg war Stamenow ein ruhiger Rentner in Sofia. Im Prozess gegen Beria soll Stamenow nach falschen Angaben als Zeuge vorgeführt worden sein, in den bulgarischen Archiven liegen jedoch keine Informationen vor.